# Flugplatz Pritzwalk-Sommersberg

i7
i11
i13
Der Flugplatz Pritzwalk-Sommersberg (ICAO-Code: EDBU) ist ein Sonderlandeplatz im Landkreis Prignitz. Er verfügt über eine 830 Meter lange und 30 Meter breite Graspiste und ist für Segelflugzeuge, Motorsegler, Ultraleichtflugzeuge und Motorflugzeuge mit einem Höchstabfluggewicht von bis zu zwei Tonnen zugelassen.

## Zwischenfälle
- Am 31. Juli 2001 startete ein Segelflugzeug vom Typ Scheibe SF27A im Windenstart. Während der Pilot in 15 bis 20 Metern Höhe eine Kurve flog, klinkte der Windenfahrer das Seil aus. Daraufhin kam es zu einer Bodenberührung der linken Tragfläche und das Flugzeug prallte hart auf dem Boden auf. Der Pilot wurde schwer verletzt.[2]

- Am Abend des 24. November 2002 befand sich ein Intensivtransporthubschrauber vom Typ Bell 412, der damals ITH Berlin heißende Christoph Berlin, bei Dunkelheit auf dem Weg zum Flugplatz, um einen Patienten vom Krankenhaus Pritzwalk zu übernehmen. Bei schlechter Sicht flog der Pilot zu schnell an. Daraufhin bekam die rechte Kufe Bodenberührung und brach ab. Der Hubschrauber überschlug sich, fing Feuer und brannte vollständig aus. Der 53-jährige Copilot wurde beim Aufprall getötet. Der 44-jährige Pilot wurde aus dem Hubschrauber geschleudert und schwer verletzt. Ein an Bord befindlicher Notarzt und eine Rettungsassistentin konnten sich aus eigener Kraft aus dem Wrack befreien, wurden aber ebenfalls schwer verletzt.[3]

- Am 7. August 2003 startete ein Segelflugzeug vom Typ Rolladen Schneider LS3-A im Windenstart. In einer Höhe von etwa 30 Metern kippte das Flugzeug nach rechts ab und prallte auf den Boden. Der Pilot wurde schwer verletzt.[4]